# Machos
 (mars 2023).
Si vous disposez d'ouvrages ou d'articles de référence ou si vous connaissez des sites web de qualité traitant du thème abordé ici, merci de compléter l'article en donnant les références utiles à sa vérifiabilité et en les liant à la section « Notes et références ».
 Pour plus de détails, voir Fiche technique et Distribution
Machos est un film pornographique réalisé par Fred Coppula et sorti en 1999.

## Synopsis
Un groupe de quatre hommes est en vacances au bord de la mer avec pour objectif de séduire le plus de femmes possible et d'avoir des relations sexuelles avec elles. À un moment, le groupe passe de quatre à deux personnes, certains estimant qu'ils sont allés suffisamment loin dans leur objectif de séduction. En parlant des femmes qu'ils s'apprêtent à séduire, les deux hommes restants attirent l'attention d'une d'entre elles, qui était cachée par hasard dans le même endroit qu'eux. Prévenue, celle-ci se rend chez une de ses amies, une ensorceleuse, et lui demande comment donner une leçon à ces machos. Son amie lui dit de les inviter tous les deux chez elle pour une soirée. Celle-ci débouche sur des relations sexuelles entre les deux couples, durant lesquelles l'ensorceleuse prononce de mystérieuses formules latines. Après cette soirée, les deux hommes rentrent à leur domicile.
Le lendemain, ils ont la stupeur de constater qu'en raison des formules magiques, ils ont changé de sexe et se retrouvent transformés en femmes. La punition recherchée pour ces machos était de leur faire comprendre ce que ressentaient les victimes de séducteurs, mais cette punition devient vite pour eux un cadeau puisqu'elle leur permet d'avoir des relations sexuelles avec tous les hommes qu'ils rencontrent, tout en restant dans le cadre d'un comportement hétérosexuel puisqu'ils ont été transformés en femmes... 
Cependant, de retour à leur poste de travail, les deux découvrent que leur entreprise les a licenciés et décident donc de postuler sous leur nouvelle apparence féminine. Elles doivent "faire leurs preuves" auprès de leur patron en lui offrant une prestation sexuelle mais ce dernier leur dit simplement qu'il "les rappellera". Les deux femmes se retrouvent donc, comme elles le disent, "sans travail, sans argent et sans bite". Un homme assis dans la rue leur dit alors que lui aussi avait été changé en femme et leur fait savoir que le sort peut être annulé en remédiant "au mâle par le mâle et à la femelle par la femelle". Les deux séduisantes dames décident par la suite d'avoir un rapport lesbien dans une piscine d'intérieur, ce qui finit par les retransformer en hommes.

## Fiche technique
- Titre : Machos
- Réalisation : Fred Coppula
- Pays :  France

## Distribution
- Kate More
- Océane
- Élodie Chérie
- Bruno SX
- Laura Angel
- Sebastian Barrio
- Cynthia Foxx
- Olivia DeTreville
- Maeva Exel
- Chipy Marlow
- Nomi
- Ian Scott
- Helene Sylver
- Titof

## Récompenses
- Hot d'or 2000 :
  - Film de platine (vote des éditeurs)
  - Meilleure vente